# Tablao

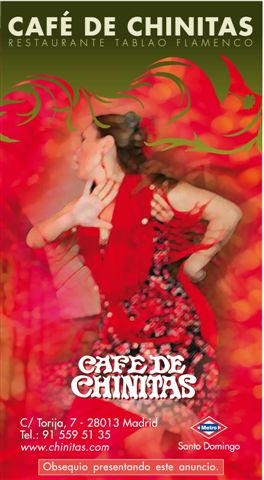
Convite para o tablao flamenco Café de Chinitas, em Madrid (Espanha).

Um tablao é um local onde têm espectáculos de flamenco.
Desenvolveram-se durante a década de 1960 por toda a Espanha substituindo os "cafés cantantes".